# Asperula peloritana
Asperula peloritana là một loài thực vật có hoa trong họ Thiến thảo. Loài này được C.Brullo, Brullo, Giusso & Scuderi mô tả khoa học đầu tiên năm 2009.